# Площове заводнення

Площове заводнення. а — чотирьохточкова; б — п'ятиточкова; в — семиточкова; г — дев'ятиточкова; ґ, д — лінійна (з виділеними елементами) системи; 1 — видобувні свердловини; 2 — нагнітальні свердловини

Площове заводнення — різновид заводнення. Характеризується розосередженим нагнітанням води в поклад по всій площі її нафтоносності. Площові системи заводнення за кількістю свердловиноточок кожного елемента покладу з розміщеною в його центрі одною видобувною свердловиною можуть бути чотири-, п'яти-, семи- і дев'ятиточковою та лінійною системами заводнення.
Лінійна система заводнення — це однорядна система блокового заводнення, при якій свердловини розміщують не одна навпроти одної, а в шаховому порядку. Відношення нагнітальних і видобувних свердловин становить 1:1. Елементом цієї системи може бути прямокутник зі сторонами 2Lі 2σн = 2σв = 2σ, де L — відстань між рядами свердловин; 2σ — відстань між свердловинами; індекси «в» та «н» позначають видобувні і нагнітальні свердловини. Якщо 2L = 2σ, то лінійна система переходить у п'ятиточкову з таким же відношенням свердловин (1:1).
П'ятиточкова система симетрична, і за елемент можна вибрати також обернене розміщення свердловин з нагнітальною свердловиною в центрі (обернена п'ятиточкова система).
У дев'ятиточковій системі на одну видобувну свердловину припадає три нагнітальних (співвідношення свердловин 3:1), оскільки з восьми нагнітальних свердловин по чотири свердловини припадає відповідно на два й чотири сусідні елементи.
В оберненій дев'ятиточковій системі (з нагнітальною свердловиною в центрі квадрата) співвідношення нагнітальних та видобувних свердловин становить 1:3.
При трикутній сітці розміщення свердловин маємо чотириточкову (обернену семиточкову) й семиточкову (або обернену чотириточкову) системи із співвідношенням нагнітальних і видобувних свердловин відповідно 1:2 та 2:1. Можливі також інші площові системи. Отже, площинні системи характеризуються різною активністю дії на поклад, вираженим співвідношенням нагнітальних і видобувних свердловин (1:3,1:2,1:1,2:1,3:1).
Площинне заводнення ефективне для розроблення малопроникних пластів. Ефективність площинного заводнення збільшується з підвищенням однорідності, товщини пласта, а також із зменшенням в'язкості нафти і глибини залягання покладу.
Площинні та вибіркові системи розроблення неефективні з точки зору темпів відбирання нафти (не рідини!) і нафтовилучення. Особливо складними є питання регулювання відбирання й нагнітання, боротьби з обводненням свердловин та ін. Тому застосовувати площинні системи можна лише на пізніх стадіях розроблення.
Блокові системи розроблення через високу ефективність є найпоширенішими, менше застосовують площову і законтурну системи.